# Soňa Věčtomovová
Soňa Věčtomovová (* 8. června 1957 Hradec Králové) je česko-finská sochařka žijící od roku 1982 ve finském městě Jyväskylä, známá svými bronzovými sochami finských kulturních osobností.

## Život
Studovala na Škole umění a sochařství v Praze, na univerzitě v Jyväskylä, obor grafický design. Vystudovala Vysokou školu umění a věd s magisterským titulem v oboru výtvarná pedagogika. Od roku 1982 žije ve Finsku.
V roce 2010 vytvořila Věčtomovová pozoruhodnou sochu architektky a feministky z počátku 20. století Wivi Lönn, která navrhla vlivné budovy v Jyväskylä na počátku 20. století. Dílo bylo odhaleno uprostřed soukromého parku naproti někdejšímu Lönnovu sídlu, jehož obrys se objevuje na podstavci podstavce (odkaz na to, že stejný obrys použila Lönnová na průčelí psí boudy, kterou navrhla). Kromě toho je řada dalších Věčtomovových soch vystavena ve veřejných zahradách Lönnova sídla pod kuratelou jeho současného majitele Kauko Sorjonena.
V roce 2011 vystavovala v Hradci Králové.
V roce 2015 na počest devadesátých narozenin malíře Reidara Särestöniemiho a současně na počest třicátého výročí založení Muzea Reidara Särestöniemiho, vytvořila Věčtomovová pro muzeum sochu tohoto malíře.
Ke svému zvolenému médiu Věčtomovová řekla: „Bronz je nejcennější materiál na Zemi. Je jedinečně teplý, může být hladký nebo drsný a je dynamický - je schopen vyjádřit mnoho různých věcí.“ Jejímu srdci nejbližším tématem je „lidská postava a její mnohé polohy, které vyjadřují vesmír emocí“. Každému svému dílu věnuje Věčtomovová více než pět set hodin a čtyři sta kilogramů roztaveného bronzu. Nevyhýbá se mramoru, ale spíše ho do bronzových děl doplňuje.
Věčtomovová působí jako pedagožka na městské umělecké škole v Jyväskylä. Říká, že pro ni jako sochařku je hlavním zdrojem inspirace příroda. V roce 2017  v rozhovoru s finskými novinami Keskisuomalainen uvedla:
„Ve své současné tvorbě se zabývám vztahy mezi sebou, ostatními a okolním prostředím. Během tvůrčího procesu se snažím věnovat své práci absolutní pozornost a soustředění a snažím se svýma rukama sdělit, jak je důležité být v přítomnosti - ne v minulosti ani v budoucnosti, ale tady a teď.“
V srpnu 2018 vystavovala ve Finském kulturním centru Stella Polaris v Žihobcích.
V roce 2020 Věčtomovová odhalila bronzovou sochu divoké zvěře a vystavila sérii velkoformátových papírmašé vyobrazení viru SARS-CoV-2 v interakci s klasickými čtyřmi živly.

## Teta Trio
Spolu s Teijou Häyrynen a Leenou Pantsu je Věčtomovová členkou divadelní skupiny Tätitrio (Teta Trio) z Jyväskylä, která každoročně hraje dramatická představení v domovech důchodců a dětských domovech. Tätitrio se drží především scénářů a zapamatovaných textů, občas se objeví improvizované zamyšlení, které má podnítit účast publika. V roce 2012 se představilo na Mezinárodním festivalu Divadlo evropských regionů.